# Praszczyki
Praszczyki – wieś sołecka w Polsce położona w województwie śląskim, w powiecie kłobuckim, w gminie Panki.
W latach 1975–1998 miejscowość położona była w województwie częstochowskim.